# Astigmatismus (optika)
Astigmatismus je vada optické čočky, kdy při zobrazení roviny kolmé k optické ose dochází k tomu, že body v navzájem kolmých osách se nezobrazí ve stejné vzdálenosti. Astigmatismus také způsobuje rozdílné zobrazení, pokud paprsek dopadá na optickou soustavu kolmo nebo pod úhlem.
Astigmatismus je závažná optická chyba při velkých vzdálenostech od optické osy i při málo světelných soustavách, protože je přímo úměrná světelnosti a druhé mocnině odklonu od optické osy. Astigmatismus mají i úzké svazky paprsků, pokud jsou výstředné (mimoosové). Astigmatické svazky se protínají ve dvou fokálách (nevytvářejí nikde bodové ohnisko) navzájem kolmých (meridiální a sagitální řez). Vzdálenost mezi fokálami se nazývá astigmatický rozdíl. Při astigmatismu má obraz bodového zdroje tvar krátké čáry (na fokále), nebo rozmazaného kroužku (mezi fokálami). Astigmatismus je dobře vidět při zobrazení předmětu ve tvaru soustředných kružnic přetnutých několika průměry, ležících v rovině kolmé na optickou osu a se středy na optické ose. Při umístění promítacího stínítka v rovině ohnisek meridiálních řezů se kružnice zobrazí ostře, ale obrazy poloměrů jsou neostré, a to tím více, čím jsou od optické osy dál. Pokud je stínítko v rovině sagitálních řezů, obrazy poloměrů jsou ostré, ale kružnice neostré. 
Astigmatismus soustavy lze opravit vhodným výběrem poloměrů křivosti lámavých ploch a jejich optických mohutností. Soustava s opraveným astigmatismem je anastigmát. Astigmatismus a další častá optická vada – koma, jak se často nazývá astigmatismus pro široké paprsky – se vyskytují i u parabolických zrcadel.